# Mychajło Pysko
Mychajło Mychajłowycz Pysko, ukr. Михайло Михайлович Писко (ur. 19 marca 1993 we wsi Wola Baraniecka, w obwodzie lwowskim, Ukraina) – ukraiński piłkarz, grający na pozycji obrońcy.

## Kariera piłkarska

### Kariera klubowa
Wychowanek klubu Karpaty Lwów, barwy którego bronił w juniorskich mistrzostwach Ukrainy (DJuFL). Karierę piłkarską rozpoczął w 2011 w drużynie młodzieżowej Szachtara Donieck. Latem 2014 został wypożyczony do Zorii Ługańsk, potem występował na zasadach wypożyczenia w zespołach Howerła Użhorod i Illicziwec Mariupol. Na początku 2017 został wypożyczony do FK Homel. 6 grudnia 2017 opuścił homelski klub. 16 grudnia 2017 zasilił skład Ruchu Winniki.

### Kariera reprezentacyjna
W 2011 debiutował w juniorskiej reprezentacji Ukrainy U-19. Następnie bronił barw młodzieżowej reprezentacji Ukrainy.

## Sukcesy i odznaczenia

### Sukcesy klubowe
Szachtar Donieck
- mistrz Młodzieżowych Mistrzostw Ukrainy: 2010/11, 2011/12
- wicemistrz Młodzieżowych Mistrzostw Ukrainy: 2013/14
- brązowy medalista Młodzieżowych Mistrzostw Ukrainy: 2012/13